# Kel Ifoghas
Die Kel Ifoghas, auch Kel Adagh (var. Kel Adrar, Kel Adghagh) genannt, sind eine Konföderation von Tuareg-Klans, die in der Region Adrar des Ifoghas leben, einem 250.000 Quadratkilometer umfassenden Gebirgsmassiv in der Sahara, Mali.
Der Name leitet sich aus Kel (die vom/von) und Adagh (= Berge) ab. Heute leben nicht mehr alle Tuareg dieser Konföderation in Adrar des Iforas. Etliche Tuareg dieser Konföderation verteilen sich auf den Norden Nigers, auf Regionen des Aïr sowie des südlichen Algeriens mit dem Tassili n'Ajjer und dem Ahaggar.
Die Kel Ifoghas leiten sich begrifflich von Kriegern ab, die aus der Kaste der Imajaren (Adelsleute) beziehungsweise der Imajaren (Soldaten) stammten. Zu den Kel Ifoghas gehören untergeordnet die Kel Afella im Norden, die Kel Taghlit, die Kel Essouk, die Kel Ouzzeyn, die Ifergoumessen und die Kel Iriyaken. Erwähnenswert sind zudem die Taghat Mellet, die Idnan und Ibatanaten.
Anfang 2012 übernahmen Tuareg-Kämpfer der Nationalen Bewegung für die Befreiung des Azawad (MNLA) mehrere Städte im Norden von Mali, was einen Putsch in Mali auslöste. Während der sich anschließenden Opération Serval berichtete Human Rights Watch über Tötungsaktionen und Menschenrechtsverletzungen an Tuareg durch die malische Armee in der Stadt Niono. Bis Ende Januar 2013 konnten die islamistischen Gruppen aus allen größeren Städten der Region zurückgedrängt werden.